# Piper Aircraft

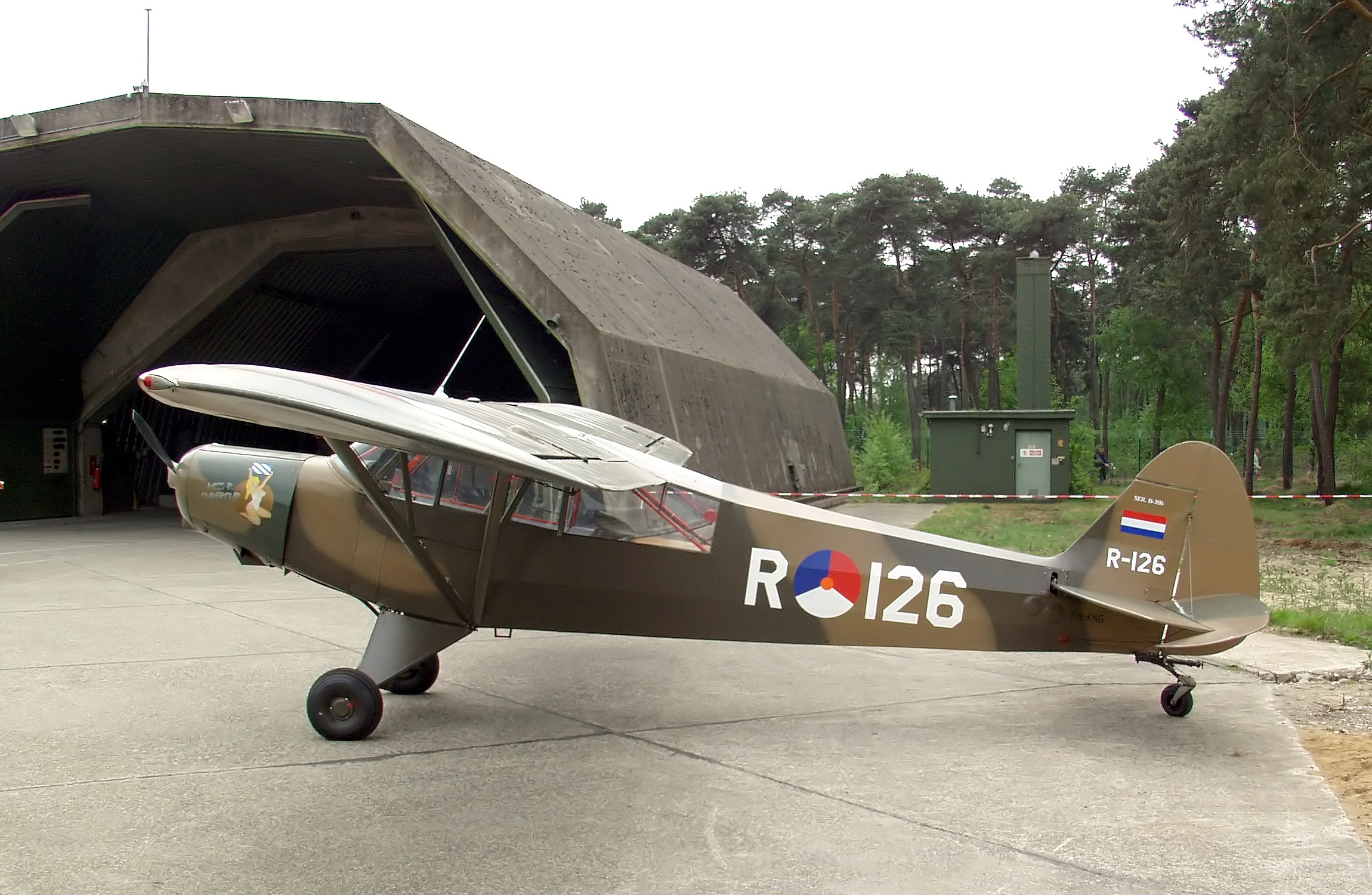
Piper L-21B

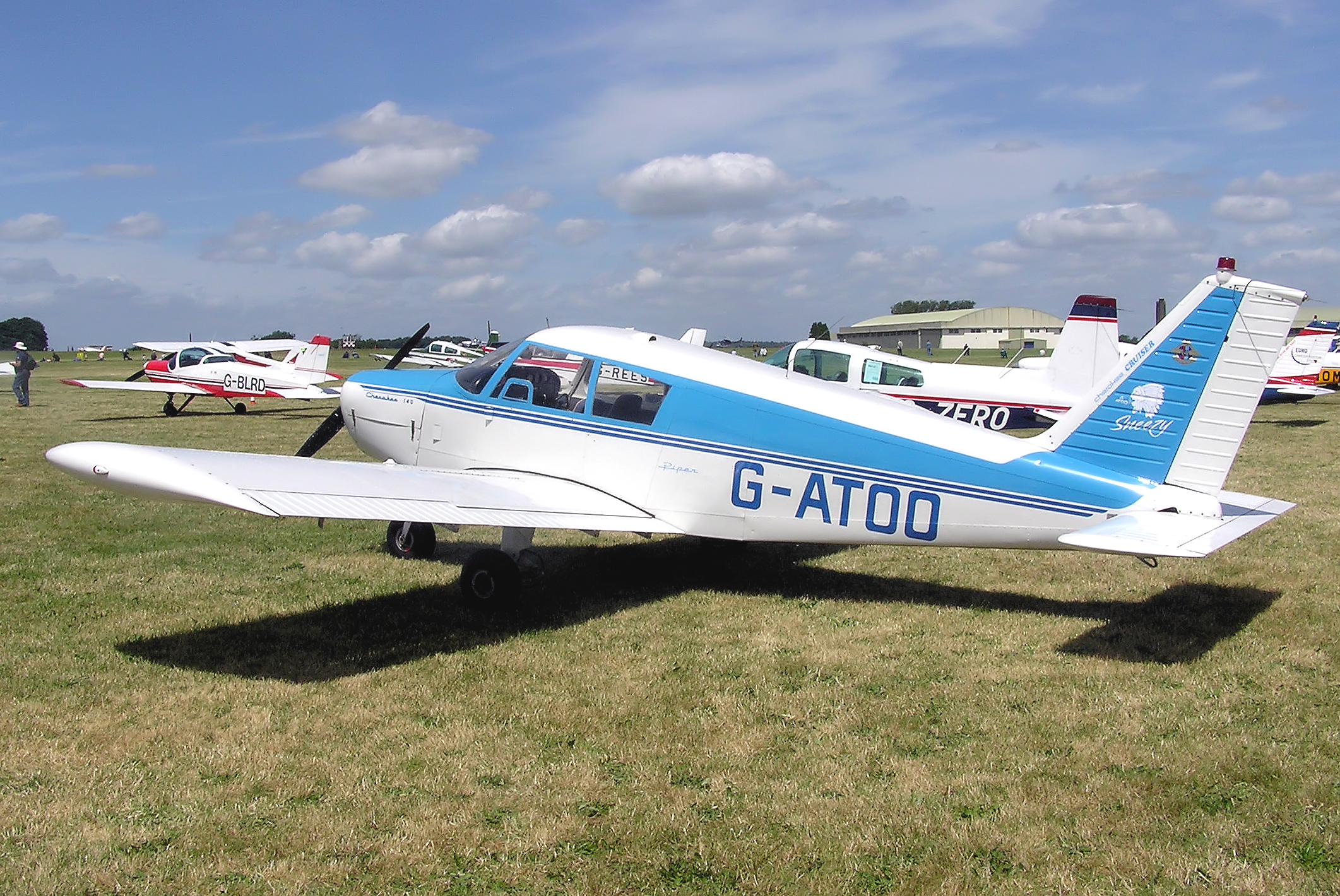
Piper PA-28

Piper Aircraft, Inc., è un'azienda aeronautica, con sede al Vero Beach Municipal Airport a Vero Beach in Florida. Assieme a Beechcraft e Cessna, oggi confluite nella holding Textron, è stata considerata una delle "Big Three" dell'aviazione generale.
Tra il 1927 e il 2009 la compagnia ha prodotto 144.000 velivoli in 160 tipi diversi, dei quali 90.000 tuttora volanti.
L'azienda prese il nome definitivo nel 1931 da William T. Piper, sulla base di quanto fatto da Clarence Gilbert Taylor e Gordon A. Taylor a partire dal 1927: il progetto Cub.
Fallita nella metà degli anni ottanta a causa delle leggi sempre più severe negli USA per l'aviazione civile, è rinata nel 1995 sotto la nuova sigla New Piper Aircraft. Il modello più comune è il PA-28, quattro posti, costruito con molte diverse varianti, motori diversi (da 140 a 200 hp), carrello retrattile e non, elica a passo variabile e non.
I Piper si distinguono in genere dai modelli prodotti dalla Cessna Aircraft Company (l'altro maggiore produttore di aerei da turismo) per l'ala bassa e per l'adozione nel carrello d'atterraggio di sospensioni dotate di ammortizzatori.
Un modello storico è invece il Piper J-3 (o Piper Cub), con carrello biciclo (le ruote grandi davanti), ala alta e due posti. In genere questo modello è verniciato di giallo. Forse in origine era uno degli aerei meno potenti al mondo, con soli 40 hp. Attualmente si utilizzano alcuni modelli con 60 o 80 hp.
Dal 2011 l'azienda appartiene al ministero dell'economia del Brunei.

## Storia

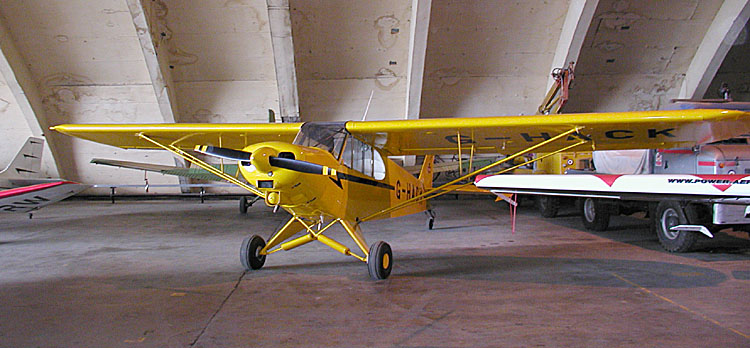
Piper Super Cub

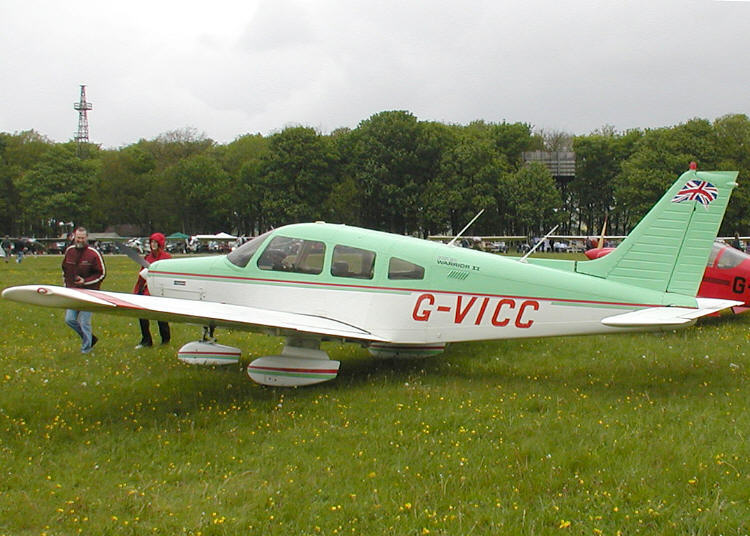
Piper PA-28-161 Warrior II

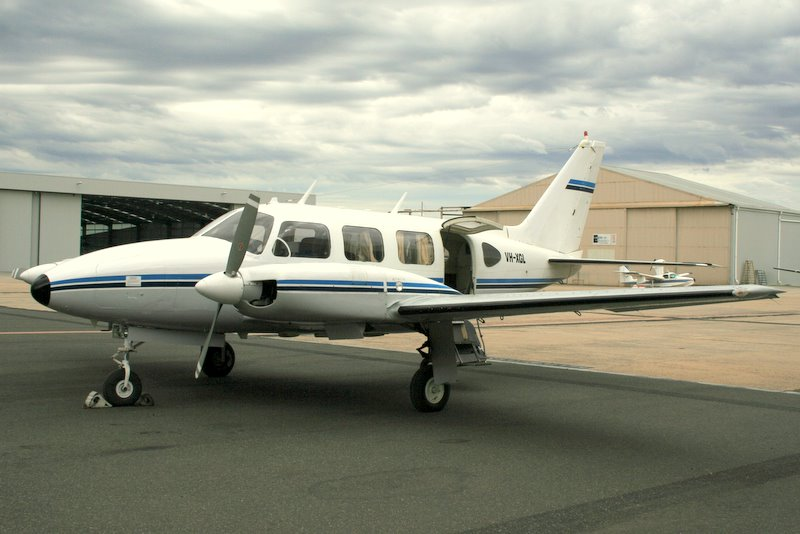
Piper PA-31 Navajo

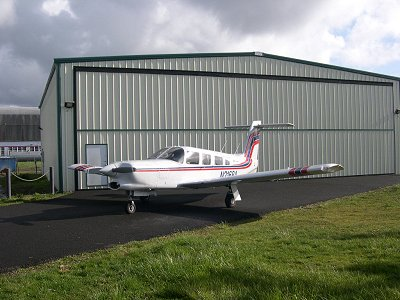
Piper PA-32-RT-300T Turbo Lance II

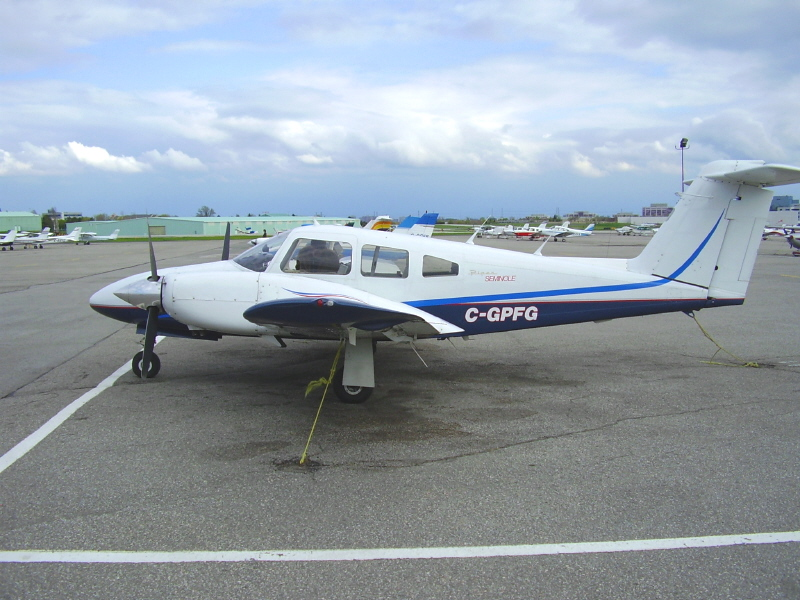
Piper PA-44-180 Seminole

L'azienda fu fondata originariamente come Taylor Brothers Aircraft Manufacturing Company nel settembre 1927 da Clarence Gilbert Taylor e Gordon A. Taylor a Rochester (New York). L'azienda venne rinominata Taylor Brothers Aircraft Corporation nell'aprile del 1928, appena prima del decesso di Gordon Taylor in un incidente aereo del 24 aprile 1928. La compagnia si spostò a Bradford, in Pennsylvania, con la promessa di un sito più grande e un investimento di 400$ dall'imprenditore locale del petrolio William T. Piper. Il trasferimento si completò nel settembre del 1929.

### Anni trenta
Sul finire del decennio, l'azienda fallì e William T. Piper la comprò per 761$. Riorganizzata come Taylor Aircraft Company, Piper prese il controllo dell'azienda come tesoriere, relegando C. G. Taylor a presidente. Piper, spesso chiamato "Henry Ford of Aviation", fu convinto del successo nel campo dei velivoli a basso costo, anche se in piena Grande depressione. Il primo velivolo fu il E-2 Cub.
Nel dicembre 1935, dopo una serie di insuccessi, William Piper comprò l'azienda di C. G. Taylor, che lasciò l'azienda per la Taylorcraft Aircraft Company. Il 16 marzo 1937 un incendio distrusse la fabbrica di Bradford e si trasferirono in un mulino abbandonato a Lock Haven, Pennsylvania. Nel 1937, fu rinominata Piper Aircraft Corporation.

### Anni quaranta
Piper continuò l'attività a Lock Haven fino alla fine della Seconda guerra mondiale, costruendo la versione militare del J-3 Cub come Piper L-4 Grasshopper. Un totale di 5.941 velivoli furono costruiti per le forze armate americane, come addestratore, e altro, ma il contributo massimo fu la fabbricazione di tralicci per antenne radar. Nel 1946 aprirono una fabbrica a Ponca City e trasferirono la produzione del Cub da Lock Haven. Piper guidò la produzione americana di velivoli in quegli anni; 7.800 dei 35.000 aerei civili costruiti furono Piper, ma uno sciopero nella manifattura di tubi interruppe la produzione, e 1.900 lavoratori furono licenziati.
Nel dopoguerra il boom dell'aviazione finì. Piper produsse 3.500 velivoli, meno della metà di quelli del 1946, e vi furono perdite per più di 560.000$. Il consiglio di amministrazione sostituì William Piper con William Shriver della Chrysler. Sotto Shriver la produzione si espanse con il PA-14 Family Cruiser e il PA-15 Vagabond. Nel 1948, con due terzi della forza lavoro via, Piper perse solamente 75.000$, ma non fu più leader del mercato, seconda a Cessna, che costruì 1.600 velivoli; la fabbrica di Ponca City fu chiusa. Sul finire del 1948 Piper comprò la Stinson Aircraft Company per 3 milioni di dollari e Shriver lasciò.

### Anni cinquanta
Lo scoppio della Guerra di Corea nel 1950 aiutò a stimolare la produzione Piper, che ricevette grandi ordini per il Cub militare. William Piper riguadagnò il controllo dell'azienda, decidendo lo sviluppo di un bimotore. Produssero inizialmente il Baumann Brigadier, ma più tardi decisero di sviluppare un disegno Stinson, ovvero il PA-23 Apache. Nelle previsioni degli anni successivi alla guerra, fu chiaro che il sito di Lock Haven non avrebbe sopportato ampliamenti e nel 1955, acquisirono i diritti di proprietà al Vero Beach Municipal Airport. Vero Beach fu inizialmente il centro di progettazione della compagnia sotto Fred Weick, con il primo velivolo sviluppato per agricoltura, il PA-25 Pawnee, annunciato nel 1958 e prodotto l'anno successivo a Lock Haven.

### Anni sessanta
Nel 1960 la linea di produzione fu basata sul velivolo per agricoltura e un biposto derivato dal Super Cub; il Caribbean, il Colt e Tri-Pacer; due versioni del PA-24 Comanche; il Pawnee; l'Apache e la variante allargata Aztec. Il PA-28 Cherokee fu il primo prodotto a Vero Beach. Il Cherokee rimpiazzò il Tri-Pacer e il Colt, produzione conclusa nel 1961 e 1964. A Vero Beach furono prodotti 7.000 Cherokee all'anno.
Nel settembre 1964 volò il prototipo del PA-31 Navajo, dopo due anni e mezzo di sviluppo.
Nel 1969, la famiglia Piper cedette la Piper Aircraft alla Bangor Punta Corporation, che iniziò una disputa legale di otto anni con la Chris-Craft Industries, culminata con la decisione della Corte suprema degli Stati Uniti d'America del 1977.

### Anni settanta
I sito di Lock Haven fu distrutto nel 1972 dall'Uragano Agnes in giugno; il fiume Susquehanna straripò. Gli impianti furono allagati fino a 6m, distruggendo 100 velivoli e facendo danni per 23 milioni di dollari. Molte attrezzature per la produzione di Aztec, Navajo, e Comanche, furono distrutte, e il programma Piper PA-31T Cheyenne, appena premiato dalla Federal Aviation Administration fu rallentato. Le consegne del nuovo PA-31-350 Chieftain furono ritardate di mesi. Dopo l'allagamento Piper cedette 32 PA-28, PA-31 e PA-23 Aztecs alla NASA, per i loro crash test al Langley Research Center, per la simulazione di atterraggi lunari del Programma Apollo.
L'azienda decise di interrompere la produzione del Piper PA-24 Comanche. Piper aprì uno stabilimento a Lakeland (Florida) nel 1972 e il Piper PA-31 Navajo, il Chieftain e il Cheyenne III furono fabbricati nel sito di 710.000 ft2 dell'aeroporto municipale di Lakeland.

### Anni ottanta e novanta
Piper apre la T1000 Airline Division a Lakeland in Florida, nel maggio 1981, con 20 persone. Gli occupati dalla Piper di Lakeland raggiunsero i 2.200 quell'anno. Il Piper PA-42 Cheyenne IV e il Piper T-1020/Piper T-1040 furono lì fabbricati. Fu presente anche un centro ricerca e sviluppo a Lakeland, incluso l'officina "X", che sviluppò il Piper PA-48 Enforcer. La Airline Division provvedeva ai velivoli per linee aeree come la Air New Orleans, Desert Sun in Long Beach, Shasta Air e Sun West Airlines; così come per la Vickers nel Regno Unito, Cameroon Avia Services e per il distributore Piper in Colombia, Aero Leaver. Nel 1984 Piper cambiò proprietà quando la Bangor Punta fu acquisita dalla Lear Siegler. Lear Siegler, a sua volta, fu acquisita da Forstmann Little nel 1986. Forstmann Little then sold Piper to M. Stuart Millar in 1987.
I costruttori di velivoli leggeri furono interessati da difficoltà economico/finanziarie a metà degli anni '80. Piper tentò di abbassare i prezzi per vendere di più, ma non ci fu profitto. Nel 1991 il sito di Lakeland fu venduto, a luglio vi furono impiegati solo 45 persone; con solo 1.000$ in cassa, Piper fallì (Capitolo 11 bancarotta) dopo un'offerta da SOCATA. La produzione del Cheyenne 400 finì nel febbraio 1993 con solo 43 velivoli costruiti. Nel 1995 diventa The New Piper Aircraft. Proprietà Newco Pac Inc., azionisti creditori Piper come la Teledyne Continental Motors e altri.

### Anni duemila
Nel luglio 2003, la American Capital Strategies, Ltd. comprò il 94% delle azioni Piper. Nel luglio 2006, una collaborazione con Honda fu annunciata per la HA-420 HondaJet. Il mese seguente il nome dell'azienda divenne Piper Aircraft. Nel novembre 2008 fu ridotto l'orario di lavoro. Piper fece un accordo con lo stato della Florida che permise di beneficiare di un finanziamento di 32 milioni di dollari in cambio dell'assunzione di 1400 persone per la costruzione del PiperJet in Florida.
Nel dicembre 2008, l'azienda riferisce di aver deferito 10 milioni di dollari governativi dopo aver assunto 400 nuovi lavoratori fino al 2012 per il progetto PiperJet, e mantenere 1.417 collaboratori fino al 2015. Il PR di Piper, Mark Miller disse: "While this year has been a good one for Piper, we have taken measures to keep the company healthy and to weather any future adversity." (Mentre quest'anno è stato positivo per la Piper, abbiamo adottato misure per mantenere in salute l'azienda e resistere ad eventuali avversità future).

## Velivoli

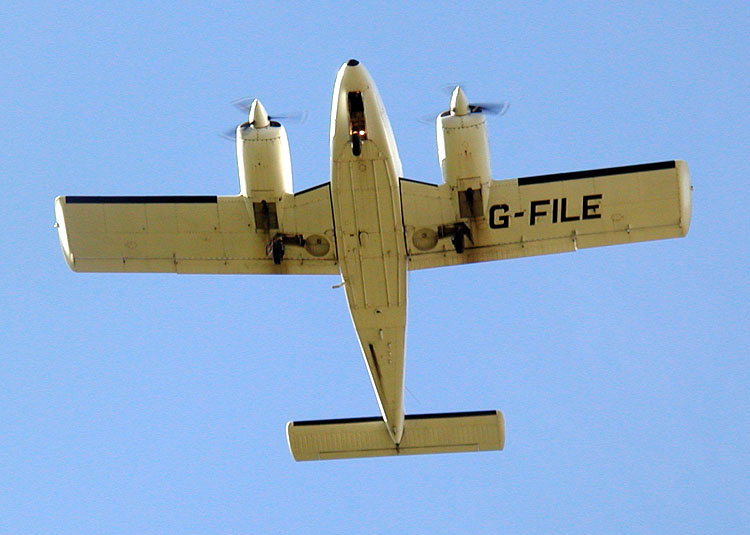
Piper PA-34 Seneca

Il Piper J-3 Cub, monomotore ad ala alta, biposto, fu il primo aereo d'addestramento prodotto su larga scala. Molti esemplari furono venduti per usi civili dal 1950 al 1995. Il PA-28 Cherokee fu uno dei più venduti. Assieme al bimotore PA-34 Seneca sono usati come addestratori in tutto il mondo. Il PA-23 Apache fu uno dei primi velivoli "air taxi", sorpassato anni dopo da Beechcraft e Cessna.
Dal 1965 fu prodotto il PA-32 series con sei/sette posti, basato sul Cherokee. Cherokee Six, Lance e Saratoga, furono disponibili in diverse varianti di posti e motorizzazioni. Il PA-32 fu molto popolare in ambito private, air taxi, e freight. La produzione del Saratoga-II HP e del Saratoga TC finì nel 2009.
Il 21 gennaio 2010 l'azienda annuncia il CZAW SportCruiser commercializzato come PiperSport Nel gennaio 2011, si interrompe l'accordo con l'azienda ceca.

### Lista di velivoli Piper
| Modello                   | Primo volo | Esemplari                               | Tipo |
| ------------------------- | ---------- | --------------------------------------- | --- |
| J-2 Cub                   | 1936       | 1207                                    | Monomotore ad ala alta |
| J-3 Cub                   | 1938       | 19,888                                  | Monomotore ad ala alta |
| J-4 Cub Coupe             | 1939       | 1251                                    | Monomotore ad ala alta |
| J-5 Cub Cruiser           | 1940       | 1507                                    | Monomotore ad ala alta |
| P-1 Applegate Duck        | 1940       | 1                                       | Aereo anfibio |
| P-2 Cub                   | 1941       | 1                                       | Monomotore ad ala alta |
| P-3                       | 1939       | 1                                       | Monomotore ad ala alta, conosciuto anche come J-4RX |
| P-4 Cub                   | 1941       | 1                                       | Monomotore ad ala alta |
| P-5                       | 1944       | 1                                       | Monomotore ad ala alta, conosciuto anche come J-3X |
| PT-1 Trainer              | 1942       | 1                                       | Due posti ad ala bassa |
| PWA-1 Skycoupe            | 1943       | 1                                       | Due posti ad ala bassa con coda doppia, diventa PA-7 |
| PWA-8 Cub Cycle           | 1944       | 1                                       | Monoposto, monomotore ad ala media |
| PA-6 Sky Sedan            | 1945       | 2                                       | Quattro posti ad ala bassa con carrello retrattile |
| PA-7 Skycoupe             | 1944       | 1                                       | Due posti ad ala bassa con coda doppia, fu PWA-1 |
| PA-8 Skycycle             | 1945       | 2                                       | Monoposto, monomotore ad ala media |
| PA-9                      |            | None                                    | Monomotore ad ala alta |
| PA-10                     |            | None                                    | Monomotore ad ala bassa biposto |
| PA-11 Cub Special         | 1947       | 1541                                    | Monomotore ad ala alta |
| PA-12 Super Cruiser       | 1946       | 3760                                    | Monomotore ad ala alta |
| PA-13                     | -          | -                                       | |
| PA-14 Family Cruiser      | 1948       | 238                                     | Monomotore ad ala alta |
| PA-15 Vagabond            | 1948       | 387                                     | Biposto ad ala alta |
| PA-16 Clipper             | 1949       | 736                                     | Versione quattro posti del PA-15 |
| PA-17 Vagabond            | 1948       | 214                                     | Doppi comandi, variante del PA-15 |
| PA-18 Super Cub           | 1950       | 10,222                                  | Monomotore ad ala alta |
| PA-19 Super Cub           | 1949       | 3                                       | Inizialmente variante militare del PA-18, designato PA-18 dopo tre esemplari                                                                                       |
| PA-20 Pacer               | 1950       | 1120                                    | PA-16 ridisegnato |
| PA-21                     |            | None                                    | Versione da produzione del Baumann Brigadier |
| PA-22 Tri-Pacer           | 1951       | 9490                                    | Aggiornamento del PA-20 |
| PA-23 Apache              | 1954       | 2047                                    | Bimotore ad ala bassa |
| PA-24 Comanche            | 1958       | 4717                                    | Monomotore quattro posti ad ala bassa |
| PA-24-400 Comanche        | 1964       | 148                                     | PA-24 rimotorizzato |
| PA-25 Pawnee              | 1959       | 5167                                    | Monomotore monoplano uso agricolo |
| PA-26                     |            | None                                    | PA-24 potenziato |
| PA-27 Aztec               | 1960       | 4929                                    | PA-23 potenziato |
| PA-28 Cherokee            | 1961       | 10,896                                  | Monomotore ad ala bassa |
| PA-28-140 Cherokee        | 1964       | 10,089                                  | Biposto da addestramento |
| PA-28 Warrior             | 1974       | 4842                                    | PA-28 potenziato |
| PA-28-235 Cherokee/Dakota | 1964       | 2913                                    | PA-28 potenziato |
| PA-28R Arrow              | 1967       | 6694                                    | PA-28 con carrello retrattile |
| PA-28R-300 Pillán         | 1982       | 2, assemblaggio finale in Cile e Spagna | Biposto militare per il Cile - ENAER |
| PA-29 Papoose             | 1962       | 1                                       | Addestratore in fibra di vetro |
| PA-30 Twin Comanche       | 1963       | 2001                                    | Quattro posti bimotore ad ala bassa |
| PA-31 Navajo              | 1967       | 1785                                    | Otto posti bimotore ad ala bassa |
| PA-31-350 Chieftain       | 1973       | 1825                                    | Stretched Navajo |
| PA-31P Pressurized Navajo | 1970       | 309                                     | Navajo potenziato e pressurizzato |
| PA-31P-350 Mojave         | 1983       | ~50                                     | Navajo pressurizzato depotenziato, motore a pistoni ibrido Cheyenne/Chieftain                                                                                      |
| PA-31T Cheyenne           | 1974       | 847                                     | Turboprop derivato dal Pressurized Navajo |
| PA-32 Cherokee Six        | 1966       | 4373                                    | Sei posti Cherokee con cabina allargata |
| PA-32R Lance/Saratoga     | 1976       | 2721                                    | PA-32 con carrello retrattile |
| PA-33 Comanche            | 1966       | 1                                       | Pressurized Comanche |
| PA-34 Seneca              | 1972       | 4354                                    | PA-32R bimotore |
| PA-35 Pocono              | 1968       | 1                                       | Bimotore pressurizzato commuter airliner |
| PA-36 Pawnee Brave        | 1973       | 938                                     | Monomotore ad ala alta |
| PA-37                     |            | None                                    | PA-33 bimotore |
| PA-38 Tomahawk            | 1978       | 2519                                    | Biposto da addestramento |
| PA-39 Twin Comanche C/R   | 1970       | 155                                     | PA-30 potenziato con eliche counter-rotating |
| PA-40 Arapaho             | 1973       | 3 finiti, 5 non finiti                  | Sostitutivo del PA-39 |
| PA-41P                    | 1974       | 1                                       | Pressurized Aztec |
| Piper PA-42 Cheyenne      | 1980       | 175                                     | T-tail del PA-31T Cheyenne |
| PA-43                     |            | None                                    | PA-42 con motore a pistoni |
| PA-44 Seminole            | 1979       | 469                                     | Bimotore del PA-28R |
| PA-45                     |            | None                                    | Sei posti T-tailed |
| PA-46 Malibu              | 1984       | 344                                     | Sei posti pressurizzato |
| PA-47 Piperjet            | 2008       | 1                                       | Sei/Sette posti configurabili |
| PA-48 Enforcer            | 1971       | 4                                       | Monoposto basato sul Cavalier Mustang/North American P-51 Mustang                                                                                                  |
| PA-60 Aerostar            | 1967       | 1010                                    | Sei posti pressurizzato, progetto di Ted R. Smith |
| PiperSport                | 2010       | 40                                      | Due posti sportivo commercializzato dalla Piper tra gennaio 2010 e gennaio 2011. Prodotto dalla Czech Sport Aircraft, conosciuto precedentemente come SportCruiser |

### Periodici
- (EN) James Gilbert, Mr. Piper's Cub, in Flying, vol. 77, n. 3, Ziff-Davis Publishing Company, settembre 1965,  30-35.
- Lambert, Mark and Pugh, Alastair. "The Pied Pipers: In the Air with the Colourful Comanche, Tri-Pacer and Super Cub", Flight (Iliffe and Sons), Vol. 76, No. 2644, 13 November 1959, pp. 550–552